# Scytodes leipoldti
Espèce
Scytodes leipoldti est une espèce d'araignées aranéomorphes de la famille des Scytodidae.

## Distribution
Cette espèce est endémique du Cap-Occidental en Afrique du Sud. Elle se rencontre vers Clanwilliam.

## Description
La femelle holotype mesure 6 mm.

## Étymologie
Cette espèce est nommée en l'honneur de Christiaan Frederik Louis Leipoldt.

## Publication originale
- Purcell, 1904 : Descriptions of new genera and species of South African spiders. Transactions of the South African Philosophical Society, vol. 15, p. 115-173 (texte intégral).